# کستل گفردو
کستل گفردو (به ایتالیایی: Castel Goffredo) یک کومونه در ایتالیا است که در استان منتووا واقع شده‌است.

## خصوصیات
کستل گفردو ۴۲ کیلومترمربع مساحت و ۱۲٬۴۷۹ نفر جمعیت دارد و ۵۰ متر بالاتر از سطح دریا واقع شده‌است.

## خواهرخوانده
شهر پیران خواهرخواندهٔ کستل گفردو هست.

## نگارخانه

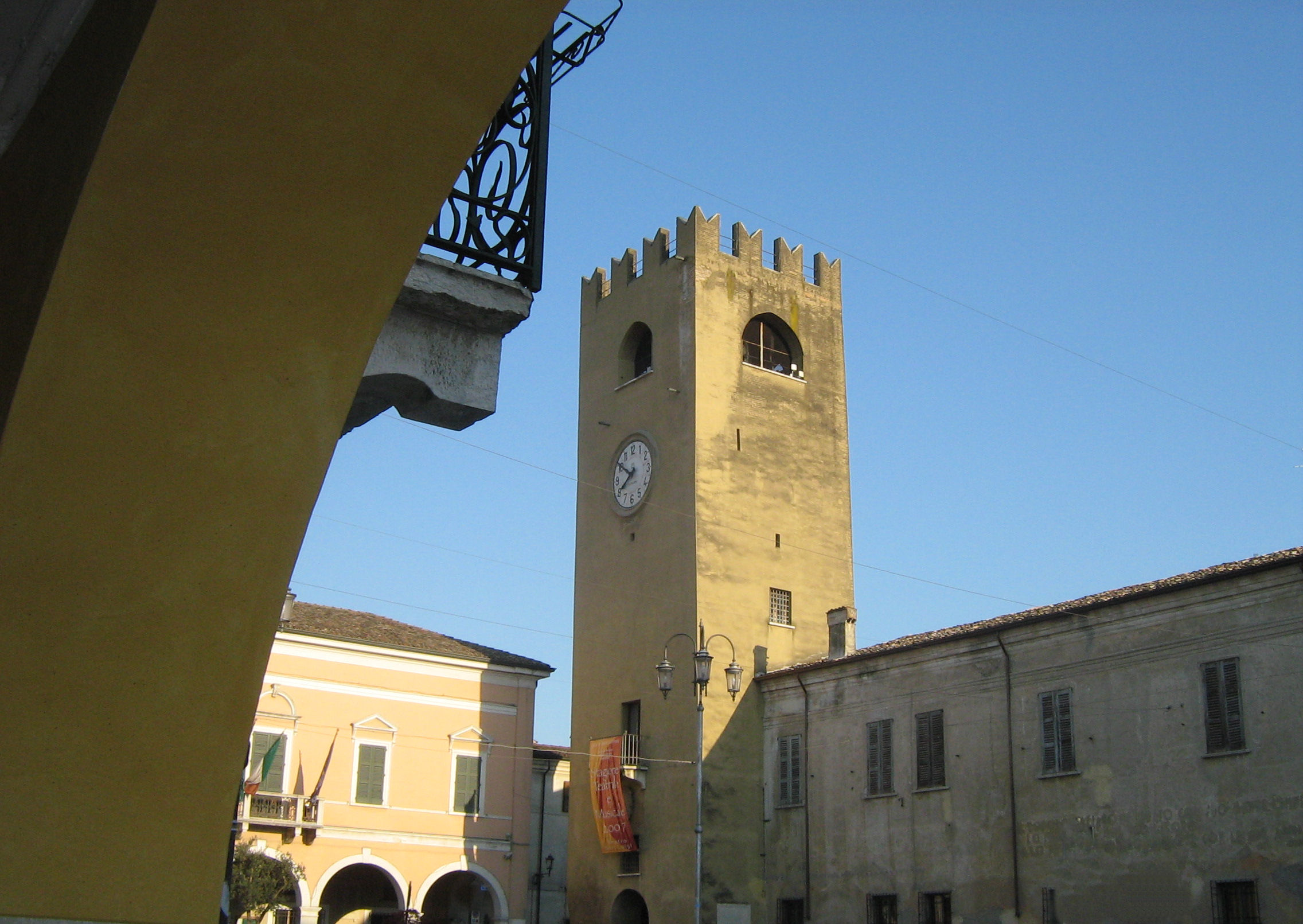
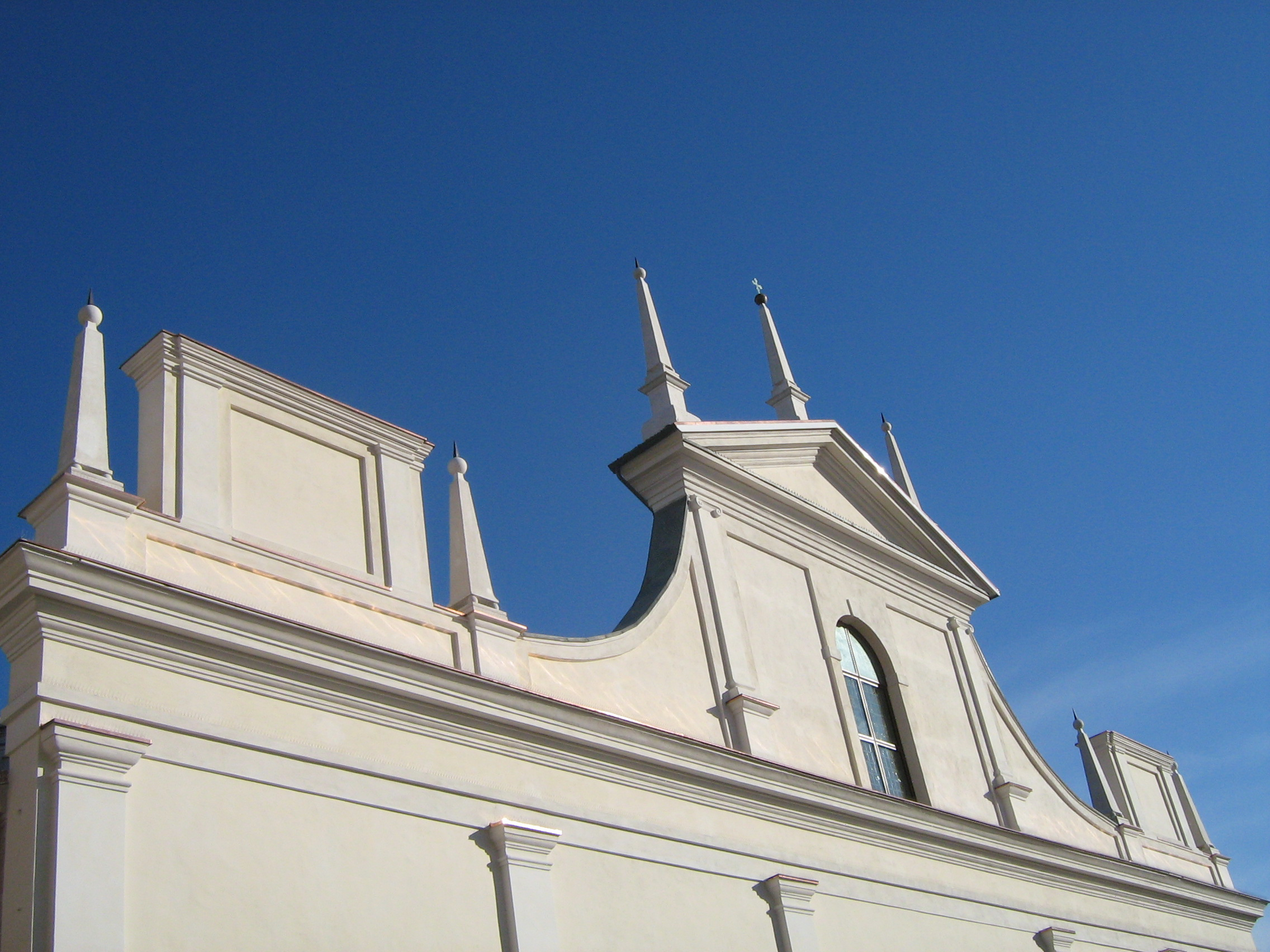
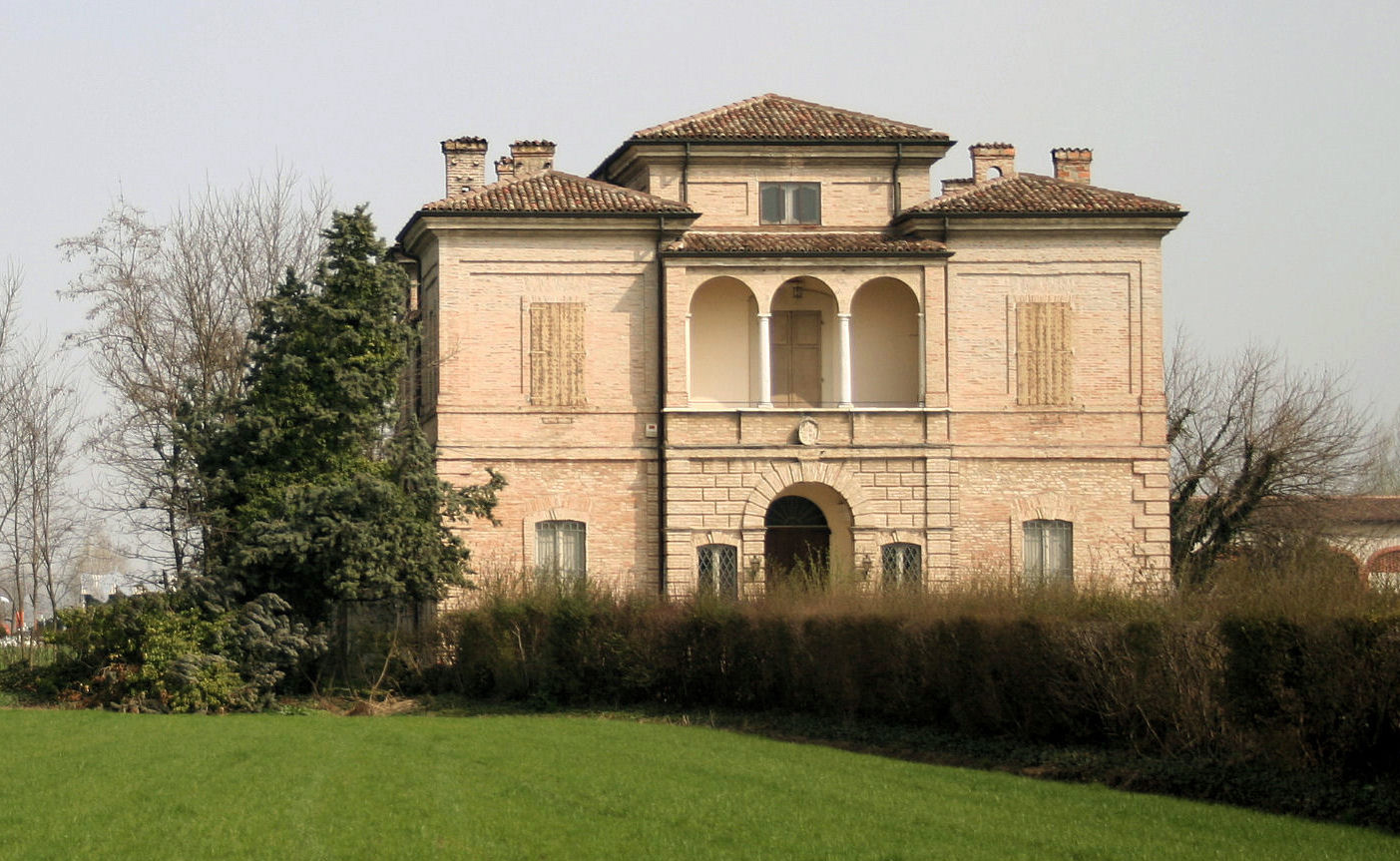
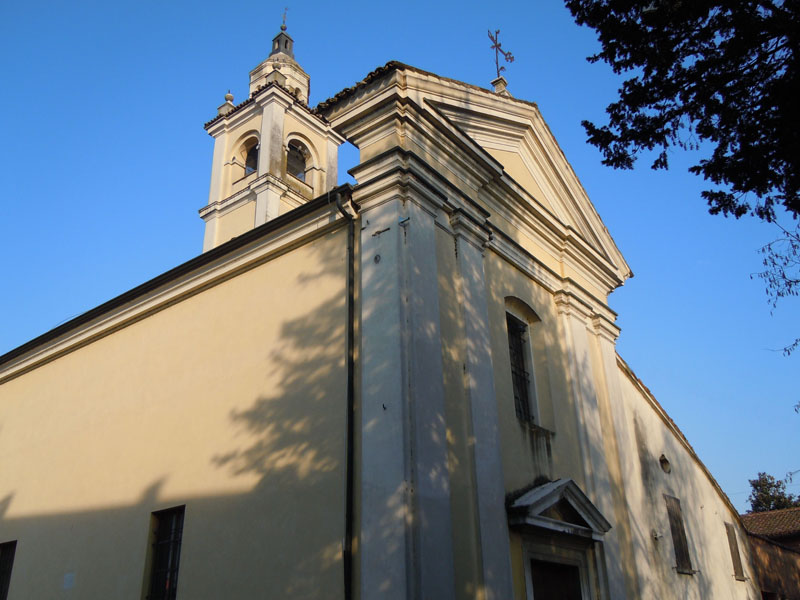
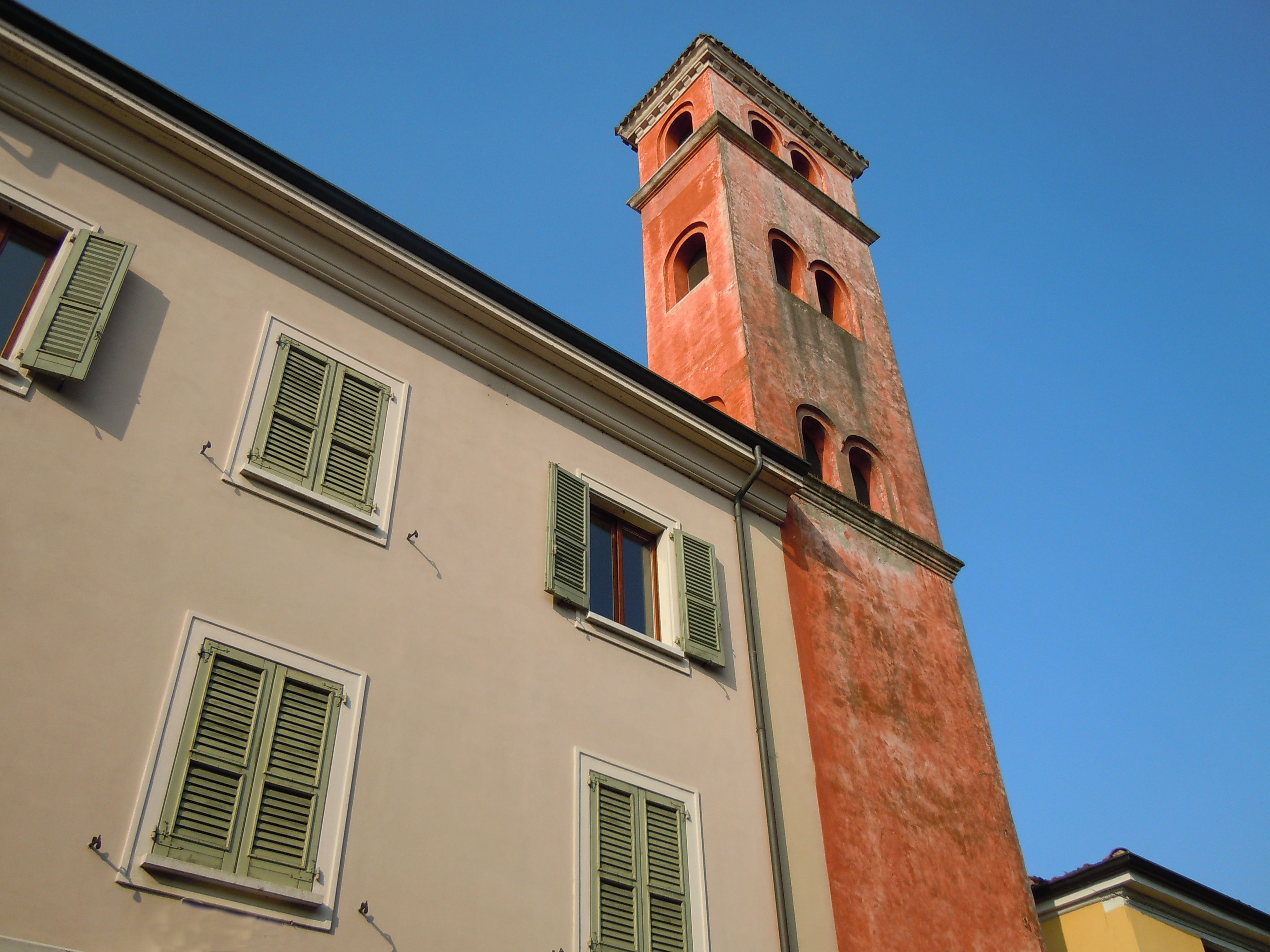
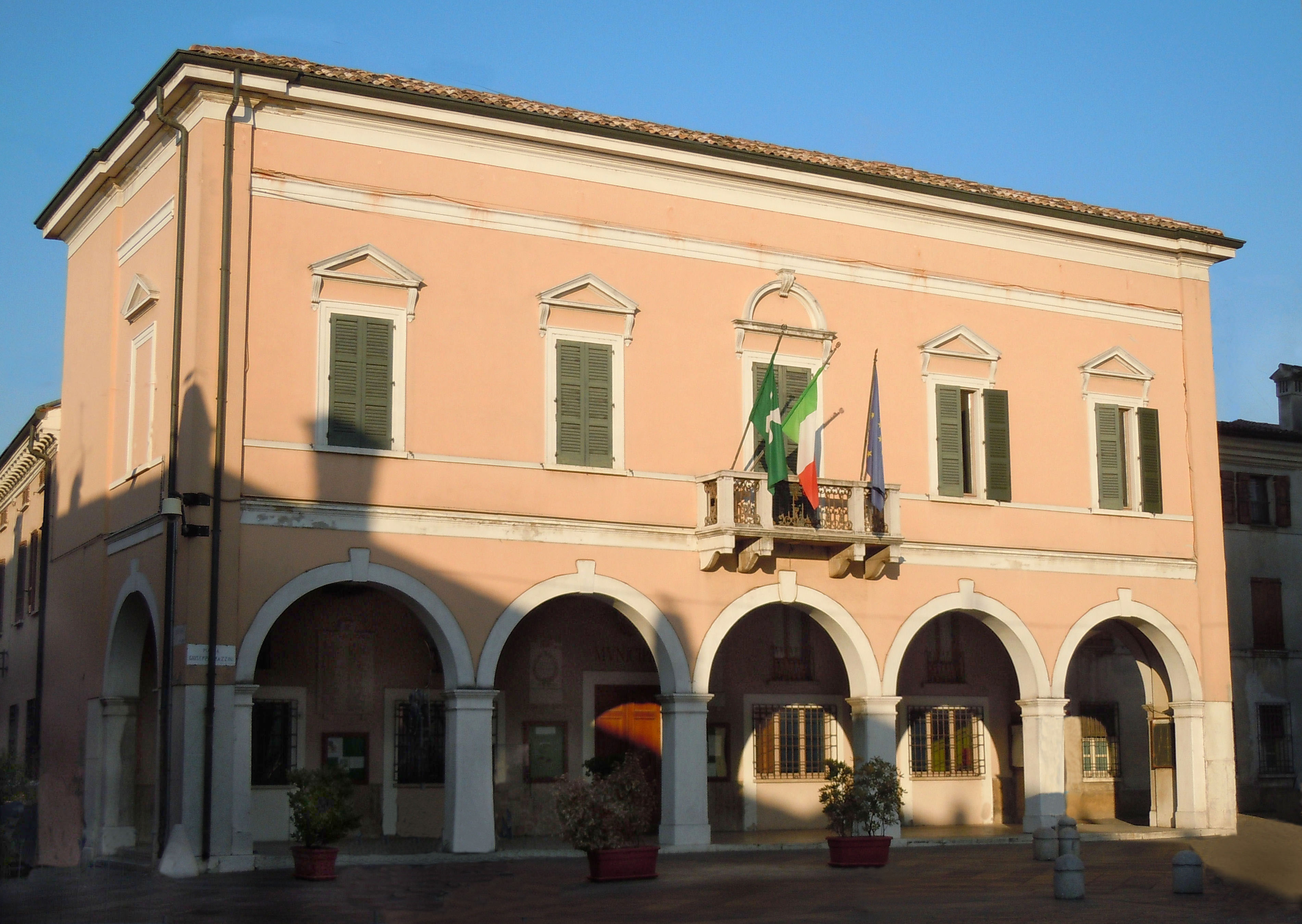
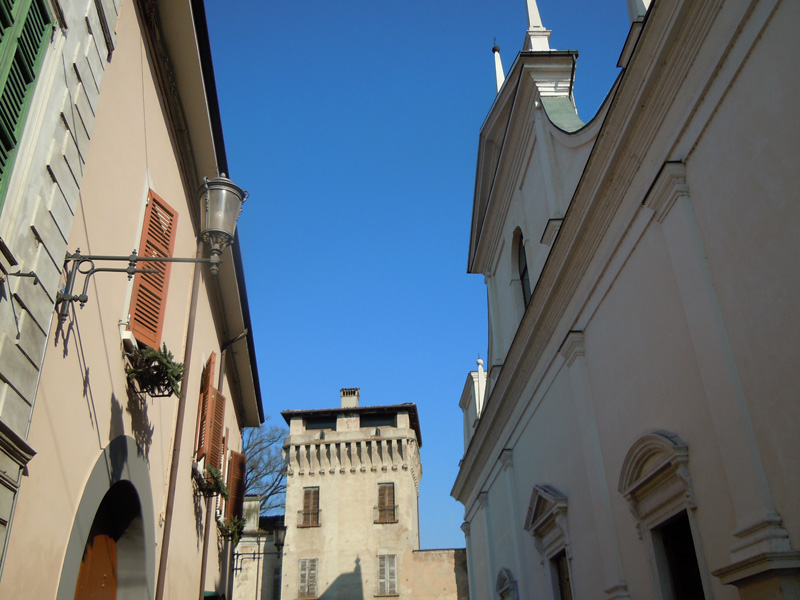
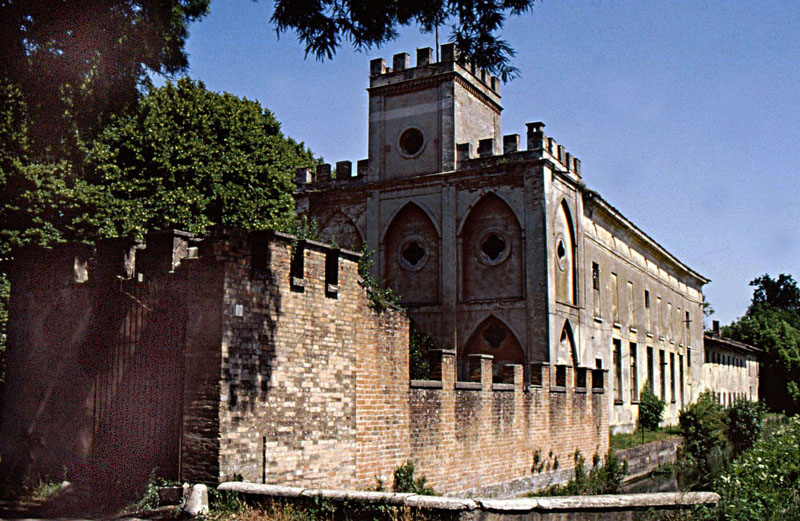